# Сава (провинция Таранто)
Сава (итал. Sava) — коммуна в Италии, располагается в области Апулия, в провинции Таранто.
Население составляет 20 572 человека (2008 г.), плотность населения составляет 363 чел./км². Занимает площадь 44 км². 
Почтовый индекс — 74028. Телефонный код — 099.
Покровителем коммуны почитается святой Иоанн Креститель, празднование 24 июня.

## Демография
Динамика населения:

## Администрация коммуны
- Официальный сайт: http://www.comune.sava.ta.it/